# Ndokowanen
 (juillet 2020).
 (juin 2017).
Si vous disposez d'ouvrages ou d'articles de référence ou si vous connaissez des sites web de qualité traitant du thème abordé ici, merci de compléter l'article en donnant les références utiles à sa vérifiabilité et en les liant à la section « Notes et références ».
Ndokowanen est un village du Cameroun de l'arrondissement (commune) de Ndikiniméki dans le département du Mbam-et-Inoubou (région du Centre). 
Il est situé à 20 kilomètres du centre ville de Ndikiniméki, dans le canton Inoubou-Sud.

## Population
En 1964, Ndokowanen comptait 160 habitants, principalement des Banen.
Lors du recensement de 2005 (3e RGPH), on y a dénombré 297 personnes.
Cette population est estimée à plus de 400 âmes en 2018. La population est essentiellement jeune avec plus de 80 % de personnes ayant moins de 50 ans. Elle vit de l'agriculture et de la chasse[réf. nécessaire].

## Infrastructures
Le village dispose d'une bibliothèque et d'une école.